# Arthur Jephson

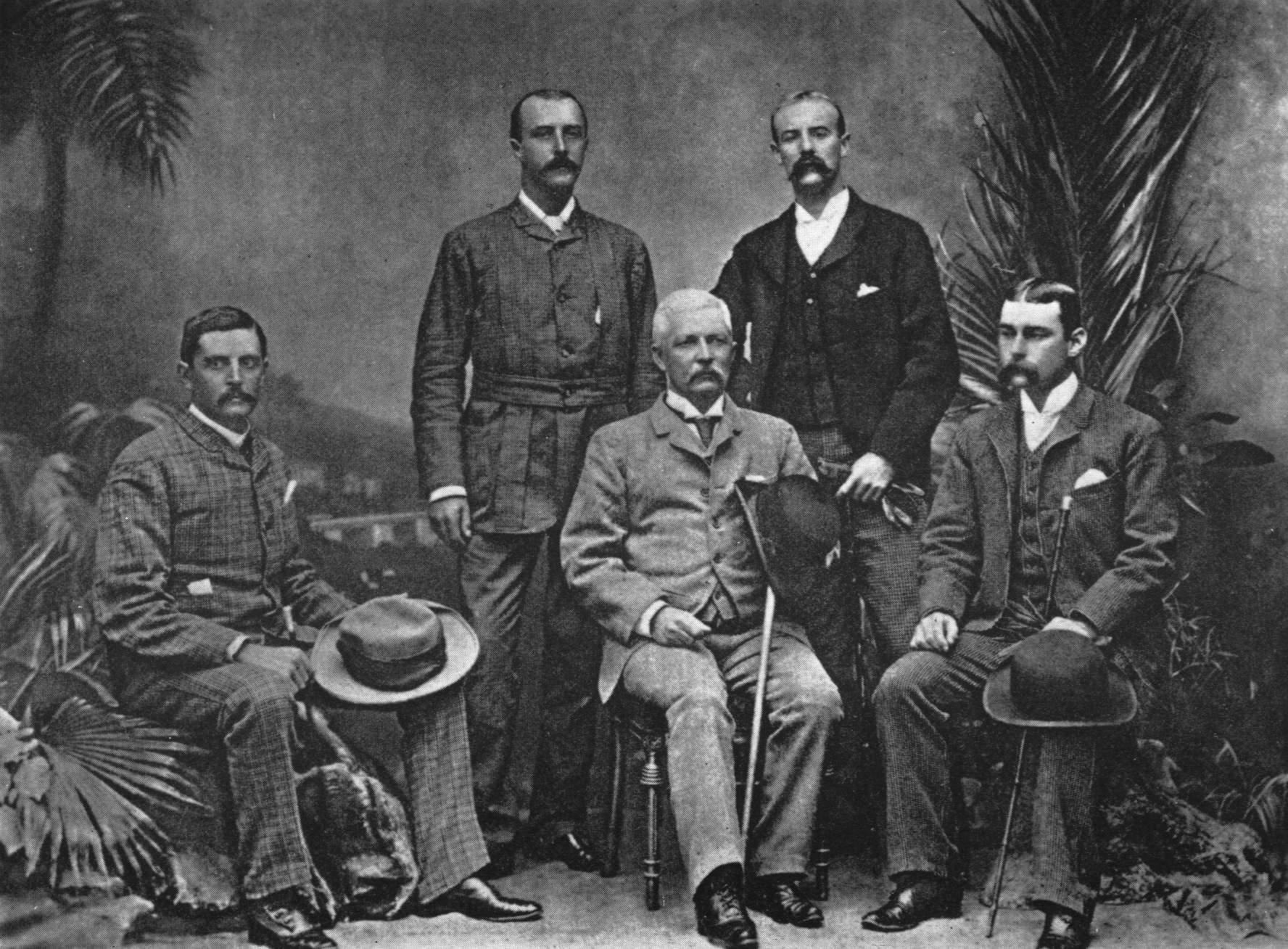
Foto der Teilnehmer der Rettungsexpedition, 1890, ganz rechts Arthur Jephson

Arthur Jermy Mounteney Jephson (* 8. Oktober 1859 in Brentwood, Essex; † 22. Oktober 1908 in Sunninghill, Berkshire) war ein britischer Afrikaforscher und Abenteurer.

## Leben
Er begleitete die Expedition von Henry Morton Stanley (1887–1889) zur Befreiung von Emin Pascha. Jephson wurde vor allem für sein Tagebuch von der Expedition bekannt, das 1969 publiziert wurde. Er war auch der Erste der Expedition, der Emin treffen sollte, da Stanley ihn per Boot zur Station Mswa geschickt hatte, wo Emin am 27. April 1888 eintraf.

## Werke
- Stories Told in an African Forest by Grown-Up Children of Africa. Cambridge Scholars Publishing, 2009, ISBN 978-0-217-05494-2.
- Emin Pasha and the Rebellion at the Equator; A Story of Nine Months’ Experience in the Last of the Soudan Provinces. Cambridge Scholars Publishing, 2009, ISBN 978-0-217-46796-4.